# Malao (Sanma)
Malao ist eine Insel vor der Ostküste Espiritu Santo in der Provinz Sanma im Inselstaat Vanuatu im Pazifischen Ozean.

## Geographie
Malao ist ein kleines Motu an der Mündung des Abflusses von Matevulu Blue Hole. Sie liegt zusammen mit der kleineren Schwester Malvanua und weiteren namenlosen Motu zwischen der Hauptinsel und Dany Island und Mavéa am Eingang der Turtle Bay.
Im Süden der Insel liegt die Siedlung Malwepe.

## Klima
Das Klima ist tropisch heiß, wird jedoch von ständig wehenden Winden gemäßigt.